# Dehesas de Guadix
Dehesas de Guadix település Spanyolországban, Granada tartományban. Dehesas de Guadix Alamedilla, Cuevas del Campo, Freila, Gorafe, Villanueva de las Torres, Pedro Martínez, Alicún de Ortega, Quesada, Huesa, Pozo Alcón és Cabra del Santo Cristo községekkel határos. Lakosainak száma 383 fő (2024).

## Népesség
A település népessége az elmúlt években az alábbi módon változott:
| Lakosok száma | 621  | 574  | 557  | 504  | 499  | 453  | 426  | 419  | 412  | 383  |
|               | 2001 | 2004 | 2006 | 2009 | 2011 | 2014 | 2016 | 2019 | 2021 | 2024 |